# Apiaí

Vị trí của Aparecida d'Oeste trong bản đồ bang São Paulo

Apiaí là một đô thị ở bang São Paulo, Brasil. Đô thị này có dân số (năm 2007) là 25.463 người, diện tích là 968,841 km², mật độ dân số 28,5 người/km². Apiaí nằm ở độ cao 925 m, cách thủ phủ bang São Paulo 350 km. Apiaí nằm ở khu vực khí hậu cận nhiệt đới. Theo điều tra năm 2000, Apiaí có:
- Tổng dân số 27.162 người, trong đó, dân số thành thị: 16.648, nông thôn: 10.514 người.
- Nam giới: 13.706, nữ giới: 13.456 người.
- Mật độ dân số 28,68 người/km².
- Tuổi thọ bình quân: 65,41 năm.
- Tỷ lệ trẻ dưới 1 tuổi tử vong (trên 1 triệu): 28,96
- Tỷ lệ biết đọc biết viết: 88,81% dân số.
- Chỉ số phát triển con người: 0,716
- Tỷ lệ sinh (trẻ/bà mẹ): 2,88

Đô thị này giáp các đô thị: Guapiara, Ribeirão Branco, Itapeva, Ribeira, Itaoca, Itararé, Barra do Chapéu, Bom Sucesso de Itararé và Iporanga